# Bundesgefängnis

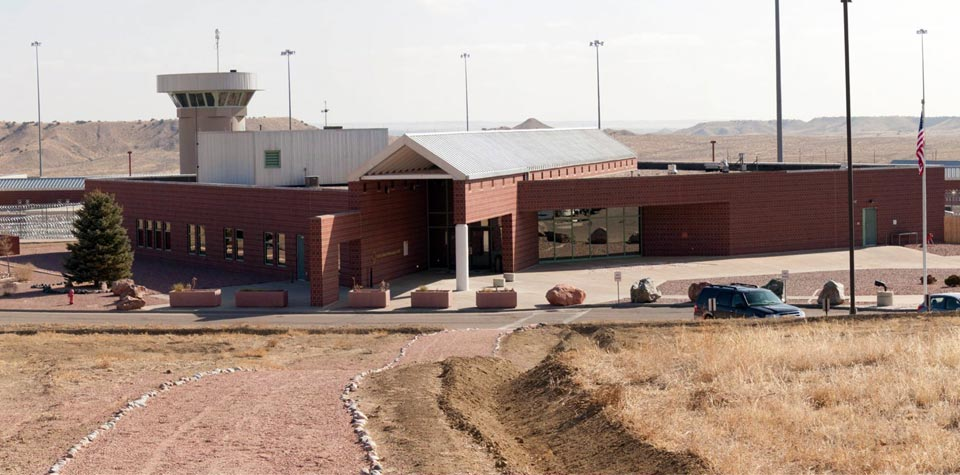
Außenaufnahme des ADMAX Florence in Colorado, USA

Bundesgefängnisse in den Vereinigten Staaten sind Gefängnisse, die von der US-amerikanischen Zentralregierung betrieben werden im Gegensatz zu jenen, die auf Staats-, County- oder Gemeindeebene existieren.
Im Jahr 2006 hatte das 1930 geschaffene Federal Bureau of Prisons die Aufsicht über 102 Bundesgefängnisse, die für vier unterschiedliche Sicherheitsstufen ausgelegt sind: Minimum, Low, Medium und High. Im Februar 2015 befanden sich rund 150.000 Häftlinge in Bundesgefängnissen. Damit ist die Anzahl der Häftlinge seit 2013 rückläufig. Dies entspricht rund 7,2 % aller rund 2.801.000 amerikanischen Insassen.
Haftstrafen in diesen federal prisons erhalten jene Straftäter, die gegen ein Bundesgesetz verstoßen haben (zum Beispiel wegen schwerwiegenden Drogenhandels oder Wirtschaftskriminalität), oder jene Kriminelle, die ein Verbrechen an Bundesangestellten begangen haben (etwa die Tötung eines FBI-Agenten).